# Eliza Haywood
Eliza Haywood (1693 – 25 de febrero de 1756), nacida como Elizabeth Fowler, fue una escritora, actriz y editora inglesa. 
Desde los años 80, los trabajos literarios de Eliza Haywood comenzaron a ganar reconocimiento e interés. Descrita como una autora «prolífica», incluso más aún de lo habitual en una era de mucha producción literaria, Haywood escribió y publicó más de setenta trabajos durante su vida, incluyendo obras de ficción, drama, traducciones, poemas, manuales de conducta y periódicos. Haywood es una figura significativa del siglo XVIII, y contribuyó de manera destacada al desarrollo de la novela en lengua inglesa. Hoy en día se estudia principalmente como novelista.

## Biografía
Los estudios críticos sobre Eliza Haywood solo coinciden en una cosa sobre ella: la fecha exacta de su muerte. Sus orígenes son inciertos y se tienen diferentes versiones de su biografía. Según un relato, Haywood se esforzó por mantener su vida personal en la privacidad.
Los principios de su vida son un misterio. Llamada "Eliza Fowler" a su nacimiento, la crítica cree que probablemente naciese cerca de Shropshire o Londres, Inglaterra, en 1693. La fecha exacta de su nacimiento no se conoce, pues los registros del mismo se perdieron, pero se intuye la fecha de su nacimiento a través de su muerte el 25 de febrero de 1756.
Se desconoce igualmente sus estatus social, su educación y las conexiones familiares. La crítica apunta a una posible relación con Sir Richard Fowler de Harnage Grange, cuya hermana menor se llama Elizabeth. Su primera aparición en los registros públicos de Dublín es en 1715. En esta entrada figura como "Mrs. Haywood" actuando en la obra de Shakespeare Timón de Atenas o The Man-Hater, adaptada por Thomas Shadwell en el teatro Smock Alley. 
No se tiene ningún registro sobre su matrimonio y la identidad de su marido es desconocida, pero se cree que tuvo un posible romance con Richard Savage con el cual tuvo un hijo hacia 1720, además de una relación abierta de veinte años con William Hatchett a la cual se le asocia un segundo hijo.  
Se piensa que la relación con Richard Savage empezó sobre 1719. Ambos frecuentaron los mismos círculos teatrales y literarios en aquellos años, llegando a compartir a su editor, William Chetwood. Ambos fueron colegas y colaboradores durante mucho tiempo. Los dos probablemente se conocieron alrededor 1728 o 1729. Los estudios recientes apuntan a una posible relación doméstica o amorosa, aunque esta no ha sido probada. Chetwood fue actor, dramaturgo, panfletista y traductor (y quizás "oportunista") compartiendo escenario con Haywood a lo largo de su carrera, y colaborando en una adaptación de La tragedia de las tragedias de Henry Fielding (con el cual ella también colaboró) y una ópera: La ópera de las óperas; o Tom Thumb the Great (1733). También podrían haber colaborado en una traducción de Claude Prosper Jolyot de Crébillon Le Sopha en 1742. Hatchett ha sido considerado el padre del segundo hijo de Haywood (Basado en la referencia de Pope a un "librero" como el padre de uno de sus hijos, aunque Hatchett no fue librero). Sin embargo, no hay evidencia que corrobore esta relación.   
La larga carrera como escritora de Haywood empezó en 1719 con la primera entrega de Love in Excess, novelas de conductas como The Wife y The Husband, y con contribuciones a la revista The Young Lady. Su obra cubre casi todos los géneros, frecuentemente de forma anónima. Haywood hoy en día es considerada como la principal autora y empresaria femenina a nivel profesional de la primera mitad del siglo XVIII. Incansable y prolífica en su trabajo como autora, poeta, dramaturga, periodista y editor. A principios de la década de 1720, "Mrs. Haywood" dominaba el mercado de la novela en Londres, de tal modo que su contemporáneo Henry Fielding creó un personaje cómico basado en ella: "Mrs Novel" en la obra The Author's Farce.    
Haywood enfermó en octubre de 1755 y murió el 25 de febrero de 1756, publicando activamente hasta el día de su muerte. Fue enterrada en la iglesia de Santa Margarita cerca de la Abadía de Westminster en una tumba no gravada en el cementerio. Por razones desconocidas su entierro fue pospuesto una semana y sus pagos quedaron pendientes.

## Teatro
Haywood debutó como actriz en 1715 en el Smock Alley Theatre de Dublín. En los registros públicos de ese año figura como “Mrs. Haywood” en las adaptaciones de Thomas Shadwell de Timón de Atenas de Shakespeare. En 1717, Haywood se mudó a Lincoln’s Inn Fields, donde trabajó para John Rich. Rich reescribió una obra llamada The Fair Captive, cuya escenificación, prevista para tres noches, se amplió a una cuarta noche para el beneficio de su segunda autora, Haywood. En 1723 tuvo lugar la representación de su primera obra, A wife to be let.